# Lealtad de Muñoz
Lealtad de Muñoz är en ort i Mexiko.   Den ligger i kommunen Playa Vicente och delstaten Veracruz, i den sydöstra delen av landet, 400 km öster om huvudstaden Mexico City. Lealtad de Muñoz ligger 52 meter över havet och antalet invånare är 776.
Terrängen runt Lealtad de Muñoz är platt. Runt Lealtad de Muñoz är det ganska glesbefolkat, med 24 invånare per kvadratkilometer. Närmaste större samhälle är Playa Vicente, 13,1 km väster om Lealtad de Muñoz. Omgivningarna runt Lealtad de Muñoz är en mosaik av jordbruksmark och naturlig växtlighet.